# Donji Komren
Donji Komren (en serbe cyrillique : Доњи Комрен) est une localité de Serbie située dans la municipalité de Crveni krst et sur le territoire de la ville de Niš, district de Nišava. Au recensement de 2011, elle comptait 1 831 habitants.
Donji Komren est officiellement classé parmi les villages de Serbie.

## Démographie

### Évolution historique de la population
| 1948 | 1953 | 1961  | 1971  | 1981  | 1991  | 2002  | 2011  |
| ---- | ---- | ----- | ----- | ----- | ----- | ----- | ----- |
| 589  | 666  | 1 370 | 2 850 | 4 185 | 4 919 | 5 725 | 1 831 |

|  |